# Bacsó István (labdarúgó)
Bacsó István (Edelény, 1934. március 30. –) magyar labdarúgó, edző, a magyar női labdarúgó-válogatott szövetségi kapitánya 1997 és 2004 között.

## Pályafutása

### Játékosként
Az Edelényi Bányász csapatában kezdte a labdarúgást, ahol már általános iskolásként szerepelt a megyei első osztályban játszó csapatban. Gimnáziumi évei alatt Tatán és Kiskunfélegyházán játszott. Mindkét helyen csapattársa volt Friedmanszky Zoltán. A Testnevelési Főiskola elvégzése után hamarosan sérülés miatt kénytelen volt befejezni az aktív labdarúgást.

### Edzőként
Az 1960-as években a KSI edzője volt. Emellett testnevelő tanárként dolgozott. 1974-től a Bp. Honvédban volt pályaedző. 1977-ben a Vasas pályaedzője lett. 1978-tól Kovács Ferenc segítője volt a válogatottnál. 1980-ban ismét a Vasasnál lett pályaedző. 1982 augusztusában ismét a válogatott edzője lett ezúttal Mészöly Kálmán mellett. Ezt követően az Egyesült Arab Emirátusokban trénerkedett. Az 1984–85-ös idényben az élvonalbeli Tatabányai Bányász vezetőedzője volt. Élvonalbeli mérkőzésen ő szerepeltette először Vincze Istvánt. 1986-tól a III. kerületi TTVE vezetőedzőjének nevezték ki. 1987-ben a Magyar U21-es labdarúgó-válogatottnál volt pályaedző, de még ettől az évtől a felnőtt válogatottnál Bálint László munkáját segítette. 1992-ben a BVSC-nél lett pályaedző. 1997 és 2004 között a női labdarúgó válogatott szövetségi kapitánya volt. Mérlege 43 mérkőzésen: 25 győzelem, 5 döntetlen és 13 vereség. Nevéhez fűződik a női válogatott történetének legnagyobb arányú győzelme: 1999. szeptember 4-én Bükön 13–0-s győzelmet ért el a magyar csapat Bosznia-Hercegovina ellen.
1965-től a Testnevelési Főiskola adjunktusa volt. Az 1980-as években a TF sportjátékok tanszékének docense volt.

## Sikerei, díjai
- A Testnevelés és Sport Érdemes Dolgozója (1969)[11]

## Statisztika

### Mérkőzései a női labdarúgó-válogatott szövetségi kapitányaként
| Magyarország | Magyarország         | Magyarország                     | Magyarország        | Magyarország | Magyarország        | Magyarország     | Magyarország | Magyarország |
| #            | Dátum                | Helyszín                         | Hazai               | Eredmény     | Vendég              | Kiírás           | Gólok        | Esemény      |
| ------------ | -------------------- | -------------------------------- | ------------------- | ------------ | ------------------- | ---------------- | ------------ | ------------ |
| 1.           | 1997. június 7.      | Bük                              | Magyarország        | 2 – 0        | Ausztria            | barátságos       | -            |              |
| 2.           | 1997. augusztus 10.  | Csákvár                          | Magyarország        | 0 – 4        | Ausztrália          | barátságos       | -            |              |
| 3.           | 1997. szeptember 17. | Komló                            | Magyarország        | 10 – 0       | Bosznia-Hercegovina | vb-selejtező     | -            |              |
| 4.           | 1997. október 22.    | Trencsén                         | Szlovákia           | 4 – 0        | Magyarország        | vb-selejtező     | -            |              |
| 5.           | 1997. november 12.   | Câmpina                          | Románia             | 3 – 1        | Magyarország        | vb-selejtező     | -            |              |
| 6.           | 1998. május 3.       | Hrasnica                         | Bosznia-Hercegovina | 0 – 9        | Magyarország        | vb-selejtező     | -            |              |
| 7.           | 1998. május 17.      | Kecskemét                        | Magyarország        | 5 – 0        | Izrael              | vb-selejtező     | -            |              |
| 8.           | 1998. június 3.      | Bük                              | Magyarország        | 3 – 0        | Szlovákia           | vb-selejtező     | -            |              |
| 9.           | 1998. június 27.     | Siófok                           | Magyarország        | 2 – 2        | Románia             | vb-selejtező     | -            |              |
| 10.          | 1998. augusztus 15.  | Bat Jam                          | Izrael              | 0 – 2        | Magyarország        | vb-selejtező     | -            |              |
| 11.          | 1999. június 20.     | Tótkeresztúr                     | Szlovénia           | 0 – 9        | Magyarország        | barátságos       | -            |              |
| 12.          | 1999. szeptember 4.  | Bük                              | Magyarország        | 13 – 0       | Bosznia-Hercegovina | Eb-selejtező     | -            |              |
| 13.          | 1999. október 2.     | Kateríni                         | Görögország         | 0 – 8        | Magyarország        | Eb-selejtező     | -            |              |
| 14.          | 1999. november 3.    | İzmir                            | Törökország         | 2 – 8        | Magyarország        | Eb-selejtező     | -            |              |
| 15.          | 2000. április 8.     | Kecskemét                        | Magyarország        | 6 – 0        | Görögország         | Eb-selejtező     | -            |              |
| 16.          | 2000. április 26.    | Kecskemét                        | Magyarország        | 6 – 0        | Törökország         | Eb-selejtező     | -            |              |
| 17.          | 2000. május 13.      | Travnik                          | Bosznia-Hercegovina | 0 – 3        | Magyarország        | Eb-selejtező     | -            |              |
| 18.          | 2000. október 14.    | Bük                              | Magyarország        | 0 – 3        | Hollandia           | Eb-selejtező     | -            |              |
| 19.          | 2000. november 18.   | Almelo                           | Hollandia           | 2 – 0        | Magyarország        | Eb-selejtező     | -            |              |
| 20.          | 2001. április 21.    | Weiz                             | Ausztria            | 1 – 1        | Magyarország        | barátságos       | -            |              |
| 21.          | 2001. május 26.      | Tiszaújváros                     | Magyarország        | 8 – 1        | Szlovénia           | nemzetközi torna | -            |              |
| 22.          | 2001. május 27.      | Tiszaújváros                     | Magyarország        | 0 – 0        | Lengyelország       | nemzetközi torna | -            |              |
| 23.          | 2001. szeptember 1.  | Kecskemét                        | Magyarország        | 3 – 0        | Bosznia-Hercegovina | Eb-selejtező     | -            |              |
| 24.          | 2001. szeptember 29. | Garamszentkereszt                | Szlovákia           | 0 – 2        | Magyarország        | Eb-selejtező     | -            |              |
| 25.          | 2001. október 13.    | Bük                              | Magyarország        | 2 – 0        | Fehéroroszország    | Eb-selejtező     | -            |              |
| 26.          | 2001. november 21.   | Isztambul                        | Törökország         | 1 – 4        | Magyarország        | Eb-selejtező     | -            |              |
| 27.          | 2002. március 27.    | Hévíz                            | Magyarország        | 7 – 1        | Szlovénia           | barátságos       | -            |              |
| 28.          | 2002. április 13.    | Szarajevó                        | Bosznia-Hercegovina | 0 – 11       | Magyarország        | Eb-selejtező     | -            |              |
| 29.          | 2002. április 22.    | Minszk, Torpedo stadion          | Fehéroroszország    | 2 – 4        | Magyarország        | Eb-selejtező     | -            |              |
| 30.          | 2002. május 4.       | Győr                             | Magyarország        | 3 – 1        | Szlovákia           | Eb-selejtező     | -            |              |
| 31.          | 2002. május 23.      | Budapest, Megyeri út             | Magyarország        | 4 – 1        | Törökország         | Eb-selejtező     | -            |              |
| 32.          | 2002. augusztus 24.  | Szombathely                      | Magyarország        | 3 – 5        | Jugoszlávia         | barátságos       | -            |              |
| 33.          | 2003. április 19.    | Czechowice-Dziedzice             | Lengyelország       | 0 – 2        | Magyarország        | Eb-selejtező     | -            |              |
| 34.          | 2003. május 11.      | Kecskemét                        | Magyarország        | 0 – 4        | Franciaország       | Eb-selejtező     | -            |              |
| 35.          | 2003. június 14.     | Reykjavík                        | Izland              | 4 – 1        | Magyarország        | Eb-selejtező     | -            |              |
| 36.          | 2003. szeptember 8.  | Dunaújváros                      | Magyarország        | 1 – 3        | Oroszország         | Eb-selejtező     | -            |              |
| 37.          | 2004. április 2.     | Lendva                           | Szlovénia           | 2 – 2        | Magyarország        | barátságos       | -            |              |
| 38.          | 2004. április 4.     | Szombathely, Király-sportcentrum | Magyarország        | 4 – 1        | Szlovénia           | barátságos       | -            |              |
| 39.          | 2004. április 24.    | Reims                            | Franciaország       | 6 – 0        | Magyarország        | Eb-selejtező     | -            |              |
| 40.          | 2004. május 1.       | Dunaújváros                      | Magyarország        | 2 – 2        | Lengyelország       | Eb-selejtező     | -            |              |
| 41.          | 2004. május 29.      | Székesfehérvár                   | Magyarország        | 0 – 5        | Izland              | Eb-selejtező     | -            |              |
| 42.          | 2004. október 3.     | Moszkva, Stroitel stadion        | Oroszország         | 4 – 0        | Magyarország        | Eb-selejtező     | -            |              |
| 43.          | 2004. november 13.   | Liège                            | Belgium             | 5 – 1        | Magyarország        | barátságos       | -            |              |
|              | Összesen             |                                  |                     | –            | mérkőzés            |                  | –            | gól          |